# Gerhard Zeillinger
Gerhard Zeillinger (* 1964 in Amstetten) ist ein österreichischer Historiker, Literaturwissenschafter, Lektor und Schriftsteller.

## Leben und Werk
Gerhard Zeillinger studierte Germanistik und Geschichte in Wien. Seine Dissertation schrieb er über den Amstettner Schriftsteller Julian Schutting.
Bekanntheit erlangte Zeillinger mit der Studie Amstetten 1938–1945, in der er – im Auftrag der Stadt – die Anschlusszeit seiner Heimatstadt kritisch aufarbeitete. Die Studie nennt nicht nur die Namen einiger Opfer, beispielsweise von Adolf und Rosa Greger, deren Kaufhaus Zur Billigkeit „arisiert“ wurde, sondern auch die einiger Täter. Am Beispiel von Bürgermeister Wolfgang Mitterdorfer zeigte die Studie „die Problematik der nie stattgefundenen Sühne“ auf. Zeillinger dokumentierte auch das Bemühen der Initiative Kulturhof Amstetten um eine Ausstellung zur Zeit des Nationalsozialismus in Amstetten anlässlich des Gedenkjahres 1995.

## Publikationen

### Bücher
- als Herausgeber: Amstetten 1938–1945. Dokumentation und Kritik (= Amstettner Beiträge. 1995/96). Kulturamt der Stadtgemeinde Amstetten, Amstetten 1996, ISBN 3-901737-00-6.
- als Herausgeber mit Manfred Wohlfahrt: Amstetten in alten Ansichten. Europäische Bibliothek, Zaltbommel 2001, ISBN 90-288-6667-1.
- Oświęcim. Reise nach Au. Literaturedition Niederösterreich, St. Pölten 2013, ISBN 978-3-902717-17-7 (Prosatext).
- Überleben. Der Gürtel des Walter Fantl. Kremayr & Scheriau, Wien 2018, ISBN 978-3-218-01129-7.
- als Herausgeber: Zeiten der Scham: Essays und Reportagen von Martin Pollack, Residenz Salzburg/Wien, ISBN 978-3-7017-1806-1.

### Aufsätze und Artikel (Auswahl)
- Gedenken an die Jüdische Kultusgemeinde von Amstetten (1881–1939) und ihre Opfer. In: Unsere Heimat. Neue Folge Band 70, Nr. 4, 1999, S. 305–306 (Digitalisat).
- Stadtporträt: F wie Amstetten. In: Die Presse, 6. März 2009.
- „Die Fahne hoch“ und ein Strache-Autogramm. In: Der Standard, 27. November 2009.
- Die totale Faymannisierung des ORF. In: Der Standard, 8. August 2011.
- Die Sache zu Ende bringen. In: Der Standard, 17. Jänner 2015, (Über den Auschwitz-Überlebenden Walter Fantl).

## Nachweise
1. ↑  Gerhard Zeillinger. Kremayr & Scheriau, abgerufen am 25. Januar 2019.
2. ↑  Walter Baumgartner, Robert Streibel: Juden in Niederösterreich. „Arisierungen“ und Rückstellungen in den Städten Amstetten, Baden, Hollabrunn, Horn, Korneuburg, Krems, Neunkirchen, St. Pölten, Stockerau, Tulln, Waidhofen a. d. Thaya und Wiener Neustadt (= Veröffentlichungen der Österreichischen Historikerkommission. Vermögensentzug während der NS-Zeit sowie Rückstellungen und Entschädigungen seit 1945 in Österreich. 18). Oldenbourg, Wien u. a. 2004, ISBN 3-7029-0494-8, S. 9.

| Personendaten    | Personendaten                                                                   |
| ---------------- | ------------------------------------------------------------------------------- |
| NAME             | Zeillinger, Gerhard                                                             |
| KURZBESCHREIBUNG | österreichischer Historiker, Literaturwissenschafter, Lektor und Schriftsteller |
| GEBURTSDATUM     | 1964                                                                            |
| GEBURTSORT       | Amstetten                                                                       |